# سفارة أوكرانيا في سلوفينيا
سفارة أوكرانيا في سلوفينيا هي أرفع تمثيل دبلوماسي لدولة أوكرانيا لدى سلوفينيا. تقع السفارة في ليوبليانا وهي تهدف لتعزيز المصالح الأوكرانية في سلوفينيا.

## وصلات خارجية
- الموقع الرسمي
- قائمة سفارات أوكرانيا
- قائمة السفارات في سلوفينيا